# Куч-Бихар
Куч-Бихар (англ. Cooch Behar) — город в индийском штате Западная Бенгалия. Административный центр округа Куч-Бихар. Средняя высота над уровнем моря — 35 метров. По данным всеиндийской переписи 2001 года, в городе проживало 76 812 человек, из которых мужчины составляли 50,6 %, женщины — соответственно 49,4 %. Уровень грамотности взрослого населения составлял 82 % (при общеиндийском показателе 59,5 %). Уровень грамотности среди мужчин составлял 86 %, среди женщин — 77 %. 9 % населения было моложе 6 лет.